# 圣吉努
圣吉努（法語：Saint-Guinoux，法語發音：[sɛ̃ ɡinu]）是法国伊勒-维莱讷省的一个市镇，位于该省西北部，属于圣马洛区。

## 地理
圣吉努（48°34'32"N, 1°53'1"W）面积6.37 平方千米，位于法国布列塔尼大區伊勒-维莱讷省，该省份为法国西北部沿海省份，位于布列塔尼半岛东部，北濒大西洋，西接阿摩尔滨海省和莫尔比昂省，南至大西洋卢瓦尔省，西南端接曼恩-卢瓦尔省，东临马耶讷省，东北与芒什省接壤。
与圣吉努接壤的市镇（或旧市镇、城区）包括：拉弗雷奈、拉古埃尼耶尔、利勒梅尔、米尼亚克莫旺、普莱盖尔、圣佩尔马克昂普莱。

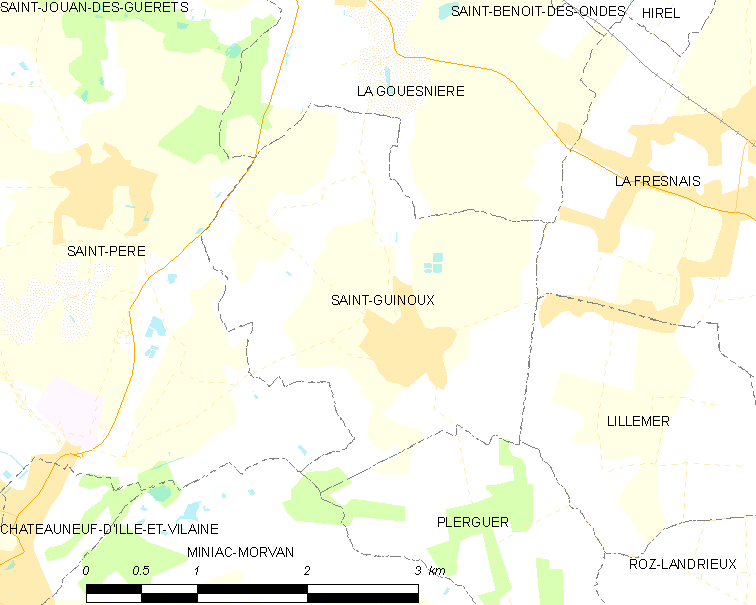
圣吉努的OSM定位图

圣吉努的时区为UTC+01:00、UTC+02:00（夏令时）。

## 行政
圣吉努的邮政编码为35430，INSEE市镇编码为35279。

## 政治
圣吉努所属的省级选区为布列塔尼地区多勒县。

## 人口

1962-2008年间圣吉努人口变化图示

圣吉努于2022年1月1日时的人口数量为1247人。